# Demeton-S-methyl
Demeton-S-methyl is een organische verbinding met als brutoformule C6H15O3PSO2. De stof komt voor als een kleurloze tot lichtgele olieachtige vloeistof met een karakteristieke geur, die slecht oplosbaar is in water. De S in de naam verwijst naar het feit dat de ethylsulfanylethaanketen via een zwavelatoom aan de dimethylfosfaatgroep gebonden is.
Demeton-S-methyl wordt gebruikt als insecticide en acaricide. Veelal komt het in combinatie met demeton-O-methyl voor en wordt dit mengsel kortweg demeton-methyl genoemd. Handelsnamen van de stof zijn onder andere Metaisoseptox, Metaisosystox, Demetox, Duratox en Mifatox.

## Toxicologie en veiligheid
De stof ontleedt bij verhitting en bij verbranding, met vorming van giftige dampen, onder andere fosforoxiden en zwaveloxiden.
De stof kan effecten hebben op het zenuwstelsel en remming van cholinesterase veroorzaken.